# Mehdi Sohrabi
Mehdi Sohrabi (em persa: مهدی سهرابی; nascido em 12 de outubro de 1981) é um ciclista profissional olímpico iraniano. Estreiou como profissional em 2005 e depois de passar 6 anos por humildes equipas iranianas em 2012 alinhou pelo Lotto Belisol (equipa UCI Pro Tour). Representou sua nação nos Jogos Olímpicos de Verão de 2004, 2008 e 2012.
Entre outros lucros, tem sido duas vezes campeão do UCI Asia Tour (em 2009-2010 e 2010-2011) devido a isso foi um dos corredores mais desejados face a conseguir uma licença UCI Pro Tour face à temporada de 2012, juntando-se finalmente, depois de vários rumores de diferentes equipas, à Lotto Belisol. No entanto não deu o nível desejado em dito equipa UCI Pro Tour, em quanto a carreiras por etapas só conseguiu acabar as asiáticas do Tour de Catar e a Volta à Turquia, e não foi renovado pese a ainda conservar grande quantidade de pontos.

## Palmarés
| 2005 - 1 etapa do Kerman Tour - 1 etapa do Tour do Azerbaijão - Campeonato do Irão em Estrada - 1 etapa do Tour de Milad du Nour 2006 (como amador) - 1 etapa do Tour de Milad du Nour - Campeonato Asiático em Estrada 2007 - Jelajah Malaysia (como amador) - Kerman Tour, mais 1 etapa (como amador) - 1 etapa do Tour do Leste de Java - 3 etapas do Tour de Milad du Nour - 1 etapa do Tour de Hokkaido 2008 - 1 etapa do President Tour of Iran - 3 etapas do Tour do Azerbaijão - 2 etapas do His Excellency Gabenor of Malacca Cup (como amador) - 2 etapas do Jelajah Negri Sembilan (como amador) 2009 - 1 etapa da Jelajah Malaysia - Campeonato do Irão Contrarrelógio - Tour de Milad du Nour, mais 2 etapas - 1 etapa do Tour do Azerbaijão - Tour da Indonésia, mais 2 etapas 2010 - Campeonato Asiático em Estrada - 1 etapa do Tour de Singkarak - Campeonato do Irão em Estrada - 2 etapas da Volta ao Lago Qinghai - UCI Asia Tour | 2011 - Kerman Tour, mais 5 etapas - Jelajah Malaysia, mais 2 etapas - 1 etapa do Tour de Taiwán - Tour do Azerbaijão - 1 etapa da Volta ao Lago Qinghai - 1 etapa do International Presidency Tour - UCI Asia Tour - 2º no Campeonato do Irão Contrarrelógio 2012 - 2º no Campeonato Asiático em Estrada 2013 - 1 etapa do Tour das Filipinas - 1 etapa do Tour de Singkarak - 2 etapas do Tour de Borneo 2014 - 1 etapa do Tour de Ijen 2015 - 1 etapa do Tour de Singkarak 2016 - Campeonato do Irão em Estrada 2017 - Campeonato do Irão em Estrada 2018 - 3º no Campeonato Asiático em Estrada 2019 - Campeonato do Irão em Estrada |

## Equipas
- Paykan (2005)
- Islamic Azad University Cycling Team (2007[9]-2008)[10]
- Tabriz Petrochemical Cycling Team (2009-2011)
- Lotto Belisol Team (2012)
- Tabriz Petrochemical Cycling Team (2013-2015)
- Tabriz Shahrdari Team (2016)
- Pishgaman Cycling Team (2017[2])
- Pishgaman Cycling Team (2018[3])